# 滝野検校
滝野 検校（たきの けんぎょう、生没年不詳）は、安土桃山時代の三味線奏者である。

## 経歴・人物
幼年期より盲目で、三味線を学ぶ。1594年（文禄3年）に平家物語を学んだことにより琵琶法師となり、浄瑠璃に三味線を加える組歌を考案した。後に勾当となり、検校に昇格する。
同時期に活躍した沢住検校と共に浄瑠璃における革新に尽力し、一躍名を馳せた。これが現在の人形浄瑠璃の基盤となった。門下に浄瑠璃太夫の杉山丹後掾らがいる。